# Cantherhines pullus
Cantherhines pullus là một loài cá biển thuộc chi Cantherhines trong họ Cá bò giấy. Loài cá này được mô tả lần đầu tiên vào năm 1842.

## Từ nguyên
Tính từ định danh pullus trong tiếng Latinh nghĩa là "sẫm màu", hàm ý đề cập đến màu sắc của loài cá này khi được ngâm trong alcohol.

## Phân bố và môi trường sống
C. pullus có phân bố ở Đại Tây Dương. Ở bờ tây, từ bang Massachusetts dọc theo bờ đông-nam Hoa Kỳ đến khắp vịnh México và biển Caribe, gồm cả Bermuda ngoài khơi, dọc theo bờ biển Nam Mỹ đến bang São Paulo (Brasil, gồm đảo Trindade xa bờ); về phía bờ đông từ vịnh Guinea đến Gabon, gồm cả São Tomé và Príncipe cùng Annobón. C. pullus cũng được bắt gặp ở gần bờ đông đảo Gran Canaria (trong quần đảo Canaria).. 
C. pullus sống trên các rạn san hô và rặng đá, được thu thập ở độ sâu đến khoảng 50 m.

## Mô tả
Chiều dài cơ thể lớn nhất được ghi nhận ở C. pullus là 20 cm. Loài này có màu nâu sẫm, đầu có các sọc mảnh màu cam. Gốc vây đuôi trên có một đốm trắng. Vây đuôi có màu vàng hơn. Cá đực có túm lông cứng mỗi bên gốc đuôi.
Số gai vây lưng: 2; Số tia vây lưng: 33–36; Số gai vây hậu môn: 0; Số tia vây hậu môn: 29–32; Số tia vây ngực: ~13.

## Sinh thái
Thức ăn của C. pullus chủ yếu là tảo và hải miên, nhưng cũng có thể ăn một số loài sinh vật đáy như sống đuôi và động vật hình rêu.
C. pullus có thể gây ngộ độc ciguatera.

## Thương mại
C. pullus thường được coi là cá tạp, là loài có giá trị thấp trong ngành thương mại cá cảnh.